# Trestle-Brücke

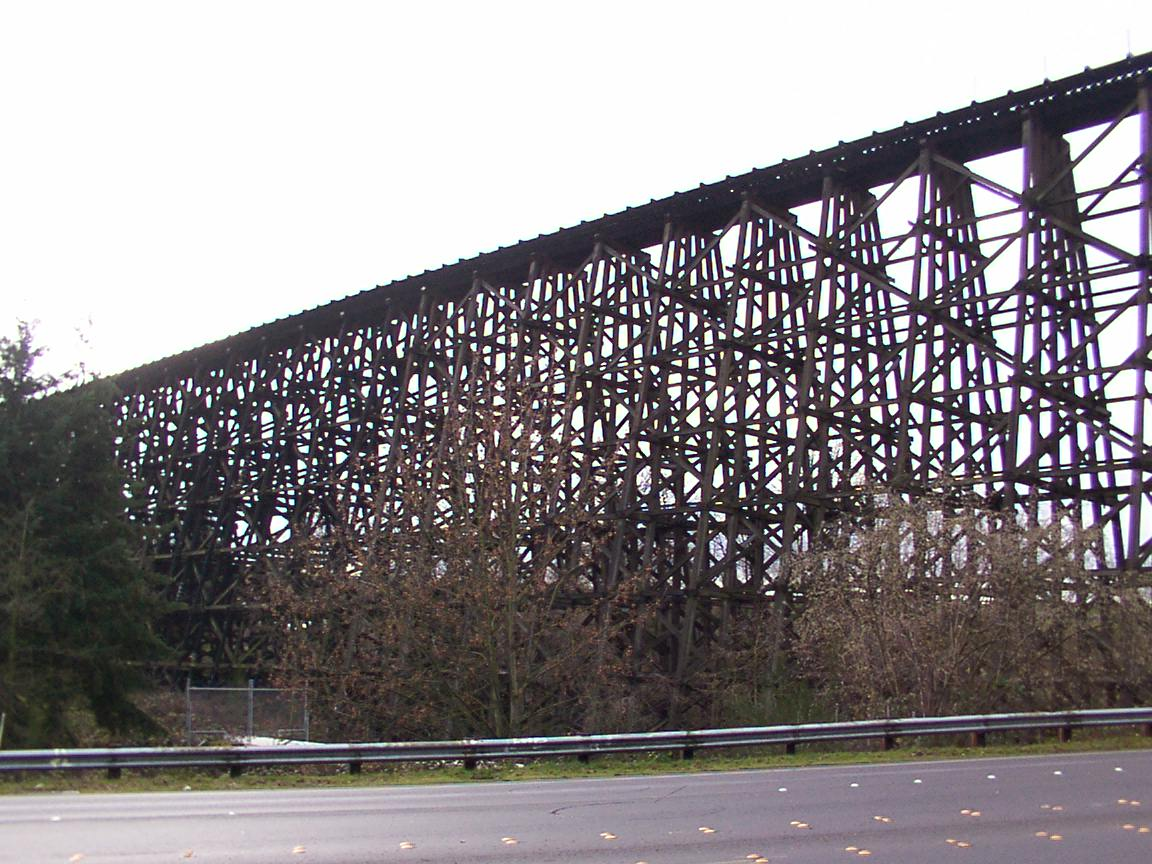
Das hölzerne Wilburton Trestle im Bundesstaat Washington

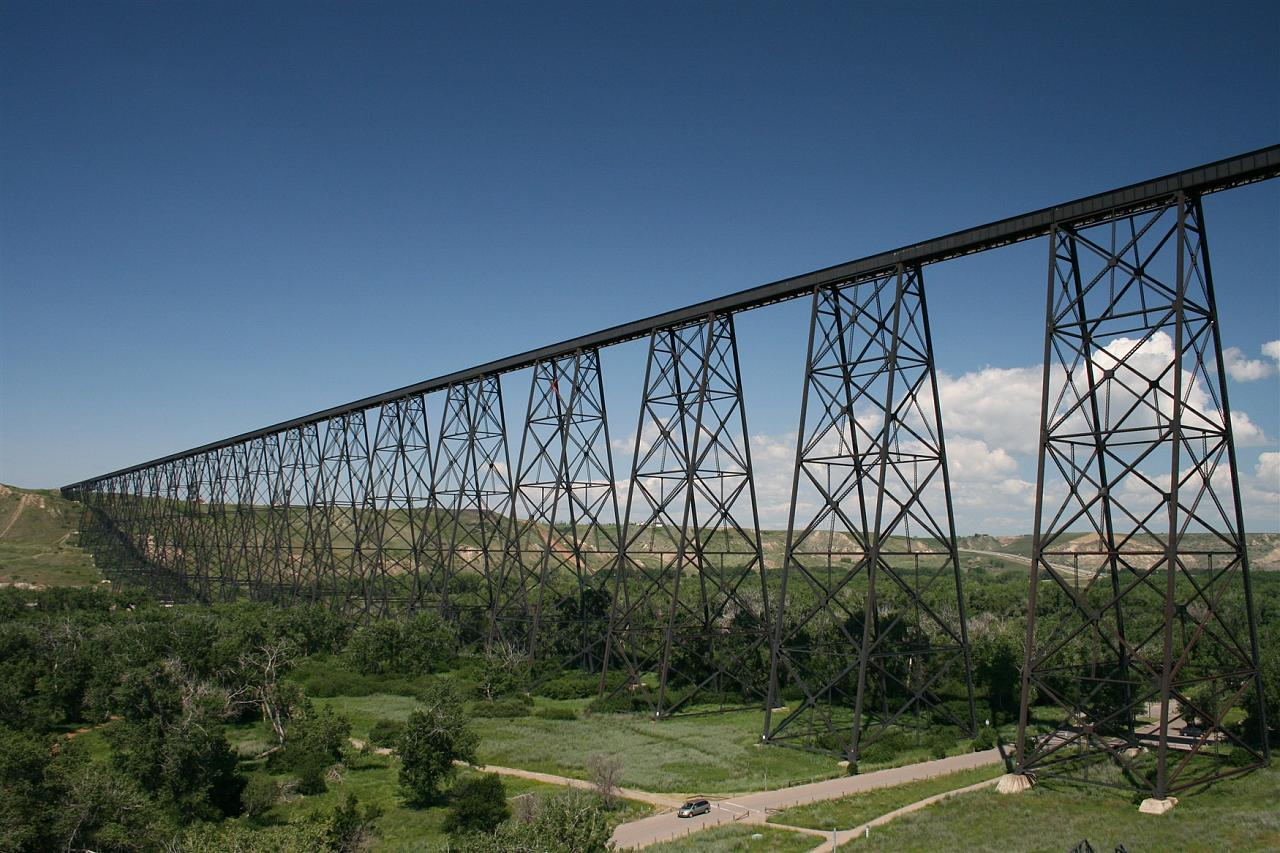
Lethbridge Viaduct in Kanada, längstes Gerüstpfeilerviadukt der Welt

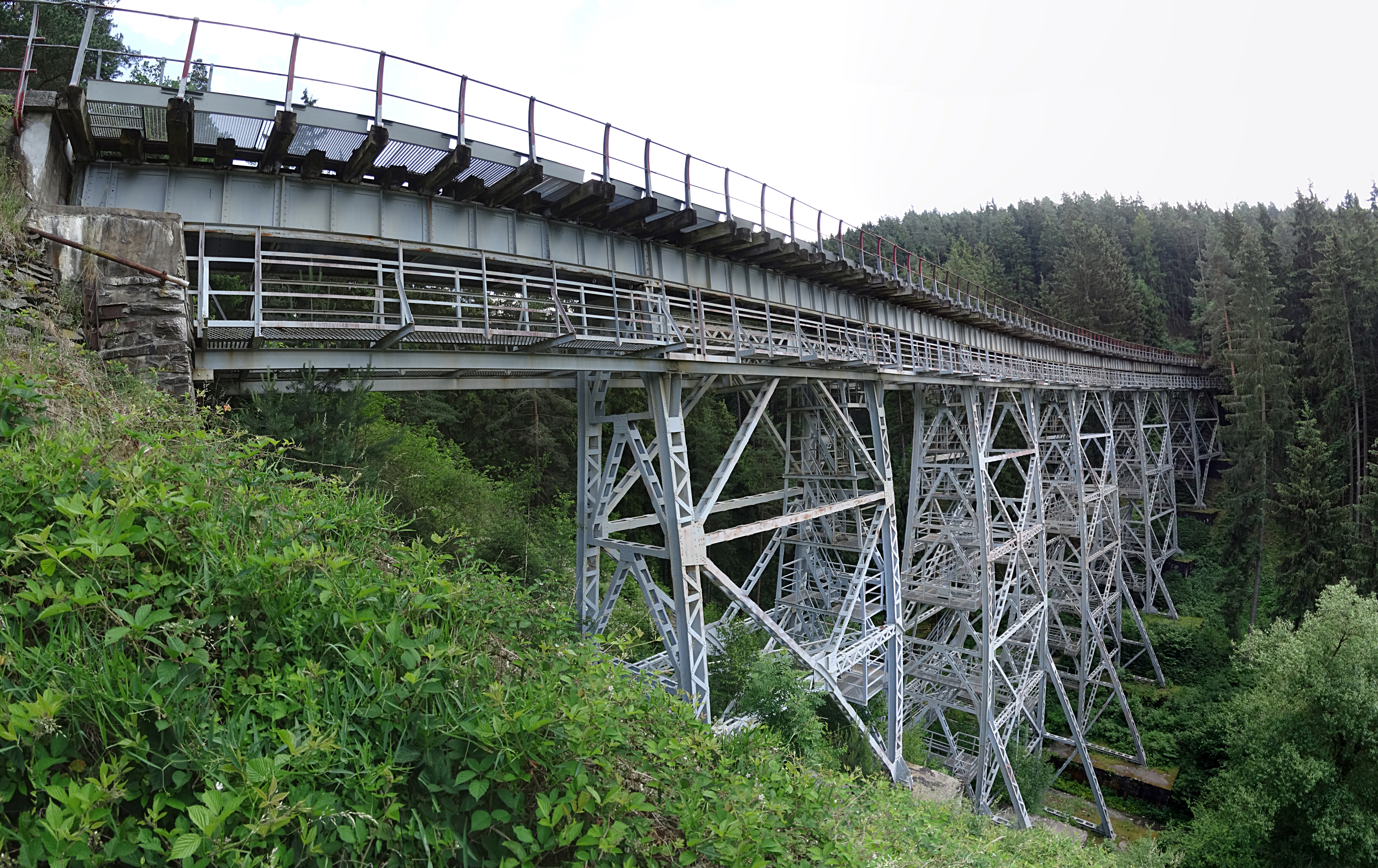
Ziemestalbrücke in Thüringen

Trestle (englisch für Gerüst) oder auch Bockbrücke oder Gerüstpfeilerviadukt ist eine Brückenbauart aus Tragelementen kurzer Spannweite, die auf gerüstartigen sich nach oben verjüngenden Stützen (Böcken) liegen. Sie ist am häufigsten als Eisenbahnbrücke im Gebrauch.
Trestle-Brücken bestehen aus vorfabrizierten Holz- oder Stahlbalken. Auf ein Geländer oder eine Brüstung wird bei diesen Brücken in der Regel verzichtet.
Trestle-Brücken wurden ursprünglich in den Vereinigten Staaten aus Holz gebaut. Als Problem erwies sich dabei, dass die damals üblichen Dampflokomotiven gelegentlich Funken ausstießen, die diese Holzbrücken in Brand setzen konnten. So brannte unter anderem 1875 das Portageville Viaduct ab; es wurde durch eine Stahlkonstruktion ersetzt. Mit der Umstellung auf Dieselloks entfiel dieses Problem; Holzbrücken wurden aber auch oft durch Brandstiftung zerstört; daher setzte sich die Stahlbauweise durch. Einige wenige Holz-Trestles existieren in Amerika noch, zum Beispiel das Goat Canyon Trestle in Kalifornien.
In Deutschland wurden für einige Nebenbahnen in Mitteldeutschland Trestle-Brücken errichtet. Beispiele sind die Ziemestalbrücke der Bahnstrecke Triptis–Marxgrün in Thüringen und das Markersbacher Viadukt der Bahnstrecke Annaberg-Buchholz–Schwarzenberg in Sachsen. In Österreich gibt es sie nur an der Ybbstalbahn-Bergstrecke in Niederösterreich und der Stubaitalbahn in Tirol.
1901 wurde in der englischen Grafschaft West Yorkshire eine 180 m lange und 32 m hohe Trestle-Brücke gebaut, um eine 9 km lange Schmalspur-Bahnstrecke zu Staudamm-Baustellen betreiben zu können. Die Brücke wurde 1912 versteigert und demontiert.
In den 1930er Jahren wurde der Schürfzug erfunden; er machte das Aufschütten von Bahndämmen günstiger. Anstelle von Trestle-Brücken wurden nun vielerorts Bahndämme aufgeschüttet. Wenn hochwassergefährdete Auen überquert werden, sind Bahndämme allerdings keine Option.